# Viajeros (The X-Files)
«Travelers» es el decimoquinto episodio de la quinta temporada de la serie de televisión estadounidense de ciencia ficción The X-Files, y el episodio 111 de la serie en general. Fue escrito por John Shiban y Frank Spotnitz, dirigido por William A. Graham y transmitido en los Estados Unidos el 29 de marzo de 1998 por la cadena Fox. El episodio obtuvo una calificación Nielsen de 9,9 y fue visto por 15,06 millones de personas en su transmisión inicial. El episodio recibió críticas mixtas de los críticos de televisión.
El programa se centra en los agentes especiales del FBI Fox Mulder (David Duchovny) y Dana Scully (Gillian Anderson) que trabajan en casos relacionados con lo paranormal, llamados expedientes X. Mulder cree en lo paranormal, mientras que la escéptica Scully ha sido asignada para desacreditar su trabajo. En este episodio de flashback, un joven Fox Mulder visita al agente retirado del FBI Arthur Dales (Darren McGavin), quien le cuenta sobre uno de los primeros expedientes X, un caso en el que estuvo involucrado el padre de Mulder, Bill.
«Travelers» se escribió como un tributo a Howard Dimsdale, un guionista que fue víctima de la lista negra de Hollywood en la década de 1950 y exploró la idea de que «la caza de brujas [de la década de 1950] era en realidad una cortina de humo para ocultar algo más». El destacado actor Darren McGavin aparece como Arthur Dales. Chris Carter solicitó a McGavin especialmente para el papel y se le había propuesto interpretar varios personajes en la serie anteriormente. Para crear una «película de época convincente», se usaron varios efectos especiales, incluido un aparato facial especial que permitió que la «araña extraterrestre» saliera de la boca de Skur y entrara en su víctima, y un trabajo de blanqueo para la película final para darle un toque envejecido.

## Argumento
En 1990 en Caledonia, Wisconsin, un hombre llamado Edward Skur recibe un disparo de un oficial de policía durante un desalojo y la última palabra que dice es «Mulder». Fox Mulder (David Duchovny), que en este momento trabaja con la Unidad de Ciencias del Comportamiento del FBI, cree que el hombre puede haber tenido alguna conexión con su padre, Bill. Mulder descubre que se informó que Skur murió en 1952. Busca a Arthur Dales (Darren McGavin), un agente retirado del FBI que investigó a Skur en la década de 1950. Al principio, Dales se muestra reacio a discutir el caso y advierte a Mulder que se aleje. Sin embargo, la amenaza de una citación de Mulder convence a Dales para que cuente su historia.
En un flashback de la década de 1950, Dales (Fredric Lane) y su socio Hayes Michel son enviados a arrestar a Skur (Garret Dillahunt) por ser comunista. Cuando le dicen a Dales que Skur se ahorcó mientras estaba bajo custodia, se siente culpable y regresa a la casa de Skur para disculparse con su esposa. Mientras está allí, ve a Skur con vida y trata de recuperarlo. En la siguiente lucha, un apéndice emerge de la boca de Skur. Skur se ve obligado a huir cuando un vecino interrumpe la pelea. Tanto Michel como Roy Cohn advierten a Dales que cambie su informe sobre el ataque. Lo hace, pero se siente culpable por ello.
Posteriormente, Dales y Michel son llamados a investigar la muerte de un médico alemán en Chevy Chase, Maryland. La policía local niega haberlos llamado y Dales encuentra un posavasos para un bar con "ven solo" escrito en la parte posterior. En el bar, Dales conoce a Bill Mulder, un agente del Departamento de Estado. Bill le dice que experimentaron con Skur junto con otros dos hombres, que luego se suicidaron; que Skur mató al médico alemán en venganza por lo que le hicieron y que también matará a Dales y Michel porque Skur cree que son parte del complot. Dales intenta advertir a Michel por teléfono pero no puede evitar su asesinato. Dales intenta investigar la muerte de su compañero, pero Cohn lo encubre.
Una secretaria de la oficina del FBI, Dorothy Bahnsen (Jane Perry), ayuda a Dales a encontrar un archivo que menciona a Gissing, uno de los dos sujetos de prueba. El cuerpo de Gissing todavía está en la morgue y Dales convence al técnico para que abra su cuerpo, donde encuentran que una extraña criatura ha sido cosida en el pecho de Gissing. Dales va con la esposa de Skur y le dice lo que le hicieron a su esposo y que quiere exponer los experimentos. La esposa de Skur baja al refugio antibombas del patio trasero para decírselo a Skur, pero su parásito lo supera y la mata.
Cohn lleva a Dales ante el director del FBI, J. Edgar Hoover, quien lo convence de ayudar a traer a Skur. Llevan a Dales de regreso al bar para encontrarse con Skur, quien ataca a Dales. Bill y el otro agente esperan afuera hasta que creen que Dales está muerto antes de entrar corriendo y descubrir que ha esposado a Skur y todavía está vivo.
En 1990, Fox Mulder está consternado al escuchar en qué estuvo involucrado su padre. Le pregunta a Dales cómo escapó Skur y Dales especula que alguien podría haber ayudado a Skur a escapar con la esperanza de que algún día se revele la verdad de lo que le hicieron. El episodio termina con un flashback final de Bill Mulder conduciendo por una carretera con Skur y dándole a Skur las llaves del auto y alejándose.

## Producción

### Escritura y reparto
El episodio se inspiró en la historia de Howard Dimsdale, un guionista que se vio afectado negativamente por la lista negra de Hollywood en la década de 1950. Dimsdale escribió varias películas bajo el seudónimo de «Arthur Dales», un nombre que finalmente apareció en este episodio. Durante muchos años, Dimsdale fue instructor en el American Film Institute en Los Ángeles, donde enseñó al productor ejecutivo Frank Spotnitz y al coproductor John Shiban. Mientras desarrollaban este episodio, los dos decidieron combinar muchas de las historias de Dimsdale sobre «paranoia, traición y doble trato» con la idea de que «la caza de brujas era en realidad una cortina de humo para ocultar algo más». Los escritores pronto se dieron cuenta de que al establecer el episodio en el pasado, también podrían «rastrear las raíces tanto de Fox Mulder como de los expedientes X».

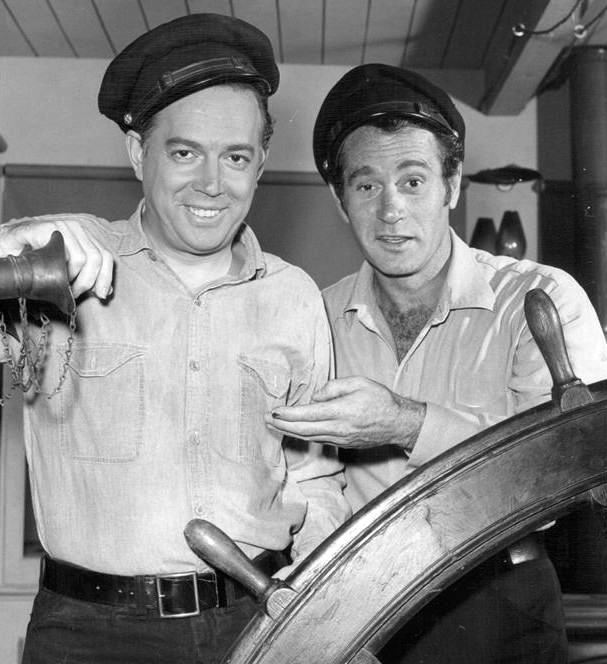
Darren McGavin (derecha; foto promocional de Riverboat) hace su primera aparición como Arthur Dales en el episodio.

Scully no apareció en este episodio porque Gillian Anderson estaba ocupada filmando las partes finales de Fight the Future. El destacado actor Darren McGavin aparece como Arthur Dales. Fue solicitado para el papel especialmente por Chris Carter. El director de reparto Rick Millikan señaló: «McGavin fue la inspiración de Chris para escribir esta serie. Siempre tuvo en mente a Darren para usarlo en alguna parte, y eso fue realmente obra suya. Dijo “Quiero a Darren McGavin para esto”, y resultó que estaba disponible, y lo tenemos». McGavin había sido originalmente la primera elección de los directores de casting para el papel del senador Matheson en el episodio inicial de la segunda temporada «Little Green Men». Más tarde se buscó a McGavin para que fuera el padre de Mulder, pero nuevamente eludió al personal. Al final, McGavin finalmente accedió a aparecer en el programa interpretando a Dales.

### Rodaje
Debido a que la quinta temporada del programa se filmó bajo una serie de restricciones financieras y de tiempo, la producción de «Travelers» se apresuró un poco. La diseñadora de vestuario Jenni Gullet se vio obligada a alquilar o crear «frenéticamente» la ropa vintage que aparece en el episodio, y el director de arte Gary Allen hizo una investigación exhaustiva para hacer que la oficina de J. Edgar Hoover pareciera realista. Allen también construyó el refugio antibombas, porque su padre era un contratista que en realidad había construido varios. El supervisor de efectos especiales Toby Lindala creó la «araña extraterrestre», así como un aparato facial especial que usó Garret Dillahunt. La película final se blanqueó ligeramente en la posproducción para darle un «aspecto antiguo». El personal de producción se mostró complacido con el producto final y señaló que «hace justicia» tanto a «las dolorosas controversias de la década de 1950» como a The X-Files como una «serie de televisión contemporánea».
El episodio contiene varios chistes internos. La canción que suena en la casa del doctor alemán es la popular canción «Lili Marleen», de la cual se realizó una nueva grabación específicamente para este episodio. La carátula del disco atribuye la pista a «Paula Rabwini», una referencia a uno de los productores de la serie, Paul Rabwin. El agente Hayes Michel lleva el nombre de la prometida de la asistente ejecutiva del creador de la serie Chris Carter, Mary Astadourian.

### Continuidad
En varias tomas, se puede ver a Mulder usando un anillo de matrimonio. Esta fue idea de David Duchovny; explicó: «Solo era yo, ya sabes, jugando. Me había casado recientemente y quería usarlo». Más tarde describió la situación como «para que Mulder nunca haya mencionado que estaba casado». El creador de la serie, Chris Carter, le dijo más tarde a Duchovny que la situación «crea un problema. Si alguna vez hacemos un programa que tiene lugar hace siete años, tendrás que estar casado». Sin embargo, Duchovny tranquilizó a Carter al señalar que no había muchos episodios, si es que había alguno, que se hubieran planeado siete años antes de los eventos de este episodio. La inclusión del detalle provocó un «frenesí en Internet» y el detalle menor nunca se resolvió en pantalla.

## Recepción

### Audiencia
«Travelers» se estrenó en los Estados Unidos en la cadena Fox el 19 de marzo de 1998. Este episodio obtuvo una calificación Nielsen de 9,9, con una participación de 15, lo que significa que aproximadamente el 9,9 por ciento de todos los hogares equipados con televisión y el 15 por ciento de los hogares que miraban televisión sintonizaron el episodio. Fue visto por 15,06 millones de espectadores.

### Reseñas
«Travelers» recibió críticas mixtas de los críticos. En una revisión de 2000 de la quinta temporada para New Straits Times, Francis Dass señaló que el episodio poseía una «buena sensación retro en todo momento». Dass también elogió el hecho de que «Mulder sénior se muestra en acción» durante el episodio. Emily VanDerWerff de The A.V. Club le dio al episodio una B y escribió positivamente sobre él, señalando que, aunque la entrada fue diseñada como un «puesto», se sintió como un «piloto de puerta trasera extraño para [un programa] que nunca sucedió». Señaló que el episodio «no es tan bueno como podría haber sido», pero argumentó que la historia «sigue siendo un episodio mayormente divertido». Además, VanDerWerff escribió positivamente sobre el papel de estrella invitada de McGavin y elogió la «cosa de la araña extraterrestre», y la describió como «maravillosamente asquerosa».
Robert Shearman, en su libro Wanting to Believe: A Critical Guide to The X-Files, Millennium & The Lone Gunmen, calificó el episodio con cuatro estrellas de cinco y lo llamó «nuevo y urgente».  Escribió que, si bien el episodio fue un recurso provisional, «no puede estar mejor ubicado». Shearman argumentó además que el uso de «Travelers» del concepto de «caza de brujas comunista» y su idea de que «servir» significa ser un patriota, mientras que «resistir» significa ser un traidor, una referencia al lema del episodio anterior: los temas fueron bien interpretados. Shearman elogió aún más la actuación de McGavin, señalando que él era «el padre espiritual de la serie». En su columna «Politics of the X-Files» en The Companion, A.J. Black observó que «“Travelers” bordea los límites de lo que se consideraría una historia del “arco”, atada a la mitología extraterrestre, al intentar transformar el miedo al comunismo directamente en el miedo a lo extraterrestre, sin siquiera usar la palabra».
Otras reseñas fueron más críticas. Paula Vitaris de Cinefantastique le dio al episodio una crítica en gran parte negativa y le otorgó una estrella de cuatro. Señaló que el episodio, al igual que la entrada anterior de la quinta temporada «Unusual Suspects» fue un «relleno», pero que, a diferencia del episodio anterior, «Travelers» «no fue particularmente entretenido». Vitaris criticó el personaje de Arthur Dales y escribió que «no era un personaje intrigante». Sin embargo, elogió las imágenes y las describió como «sobresalientes».